# Тамара Филиповић
Тамара Филиповић (Јагодина, 26. септембар 1974) је српска поп певачица.

## Биографија и каријера
Рођена је у Јагодини, где је завршила основну и средњу школу, а касније и факултет у Београду.
Музичку каријеру започела је 2011. године, а 2012. издала је први албум под називом Пали мали. za дискографску кућу City Records. Године 2013. са репером Ђусом објавила је спорт и песму под називом Прошло ме је све.

## Дискографија

### Албуми
- Тамара Филиповић (2012)
- Пали мали (2012)

### Синглови
- Пали мали
- Из ината
- Није ме лако волети
- Рођена зa љубав
- Цигарета
- Нека траје док траје
- Колена
- Издаја
- Прошло ме је све (са Ђусом)
- Fenix